# Cookstown
Cookstown è una città dell'Irlanda del Nord, situata nella Contea di Tyrone e all'interno del distretto di Mid-Ulster.